# Gene Hackman
Gene Hackman, született Eugene Allen Hackman (San Bernardino, Kalifornia, 1930. január 30. – Santa Fe, Új-Mexikó, 2025. február 18.) kétszeres Oscar-díjas, háromszoros Golden Globe-díjas és kétszeres BAFTA-díjas amerikai színész, író. 
Leghíresebb filmjei közé tartozik a Francia kapcsolat (1971) című thriller, valamint Clint Eastwood Nincs bocsánat (1992) című westernfilmje – Hackman mindkét filmmel Oscar-, Golden Globe- és BAFTA-díjakat szerzett. Szintén Oscar-jelöléseket kapott a Bonnie és Clyde (1967), a Sohasem énekeltem az apámnak (1970) és a Lángoló Mississippi (1988) című filmjeiért.

## Élete és pályafutása
Kamasz volt, amikor apja elhagyta a családot. Az első komolyabb iskolai összezördülés után elszökött otthonról és 16 évesen – életkoráról hazudva a toborzóknak – beállt tengerészgyalogosnak. Itt rádiósként lehetőséget kapott műsorvezetésre, így jött meg a kedve az ilyenfajta munkához. Leszerelése után festegetve járta az országot, s közben különböző kisvárosi tévétársaságok számára dolgozott, hogy fedezze utazásait. Végül a színészetnél kötött ki. Beiratkozott a Pasadena Playhouse színiiskolába, de ott nem sok jövőt jósoltak neki. Úgy ítélték meg, hogy az ő és barátja, Dustin Hoffman alakításai a leggyatrábbak. Hackman nem adta fel és New Yorkba költözött, ahol Hoffmant is elszállásolta. Itt beiratkozott George Morrison iskolájába, hogy folytassa tanulmányait. Hamarosan a Broadway sztárja lett. 
Nemzetközi hírnevét és első Oscar-jelölését a Bonnie és Clyde epizódszerepével érdemelte ki. Ezután sorra kapta a főszerepeket, a legendás Francia kapcsolat nyomozójának eljátszásáért kiérdemelte a legjobb színésznek járó Oscart. Pályája csúcsán azonban váratlanul visszavonult, hogy hobbijainak éljen. Rajong az autókért, szinte minden nevesebb versenyen jelen van. Maga is szívesen ül a volán mögé, vagy kezeli repülője botkormányát. Két év elteltével rá kellett döbbennie, hogy igazi hobbija mégiscsak a hivatása, a színészet. Számos kitüntetés, Oscar-jelölés, és újabb Oscar-díj (Nincs bocsánat – legjobb férfi mellékszereplő) igazolta, hogy helyesen döntött. Jó néhány filmben bizonyította, hogy bármely műfajban megdöbbentően realisztikus alakításokra képes. Az ügyeletes intrikus szerepkörben ő mindig az okot fürkészi, hogy a figura miért viselkedik úgy, ahogy. Ritka vígjátéki alakításaiban (Szóljatok a köpcösnek!, Tenenbaum, a háziátok) sem mókázással teszi humorossá a figurát.

## Visszavonulása után
Hackman 2004-ben állt utoljára kamera elé, utolsó filmje Az elnök emberére talál című vígjáték. A színészlegendát három infarktusa pihenésre intette, ami nála három könyv megírását jelentette. 1991 óta második feleségével, a zongoraművész Betsy Arakawával élt.
A művész nyolcvanéves kora után is aktív maradt. 2012. január 13-án a floridai Islamorada városban biciklizés közben elütötte egy női sofőr. A művészt mentőhelikopterrel szállították kórházba, de zúzódásokkal megúszta a balesetet.
2012. október 30-án az új-mexikói Santa Feben felpofozott egy hajléktalan férfit, amikor az becsmérlő szavakkal illette nejét. A rendőrség önvédelemnek minősítette a pofont, ugyanis a 82 éves filmsztár akkor ütött, amikor a hajléktalan támadó mozdulatokat tett feléjük.

## Halála
2025. február 26-án a 95 éves Hackmant és 65 éves feleségét, Betsy Arakawát – kutyájukkal együtt – holtan találták Santa Fe-i otthonukban. A rendőrség idegenkezűségre utaló nyomot nem talált. A holttestek félig mumifikálódtak, állapotukból ítélve a halál óta hosszabb idő telt el a megtalálásig.
A hatóságok először szén-monoxid mérgezésre gyanakodtak, de boncolás kimutatta, hogy Betsy Arakawa halálát egy ritka légzőszervi betegség, a hantavírusos tüdőszindróma okozta. Utoljára február 11-én látták vásárolni menni. Hackman pacemakere utoljára egy héttel később, február 18-án adott jeleket, mégpedig szabálytalan szívverésről, vagyis szívbetegsége végzett vele egy héttel a felesége halála után. Lehetséges, hogy az előrehaladott Alzheimer-kórban szenvedő színész nem is tudott felesége halálól.

### Végrendelete
Gene Hackman nyilvánosságra hozott végrendelete szerint a teljes 80 millió dolláros vagyonát a feleségére hagyta. A holttestek alapján azt állapították meg, hogy Betsy Arakawa valószínűleg már február 11-én meghalt, míg Gene Hackman csak február 18-án. Amennyiben Arakawa a férje előtt hunyt el, a hagyaték a törvények szerint a színész három gyermekére, Christopherre (65), Elizabethre (62) és Leslire (58) szállhat. A végrendelet záradéka szerint azonban ha mindketten 90 napon belül haláloztak el, a hagyatékot egy vagyonkezelőbe helyezik, és jótékonysági célra ajánlják fel.  A kérdéseket felvető örökösödési eljárásban a házaspár gyerekei a továbbiakban jogi úton kívánják követelésüket érvényesíteni.Gene Hackman pénzét az Avalon Trust nevű alap kezelte, azt megelőzően pedig felesége.

## Filmográfia

### Film
| Év   | Magyar cím                                          | Eredeti cím                            | Szerep                              | Magyar hang       | Rendező                |
| ---- | --------------------------------------------------- | -------------------------------------- | ----------------------------------- | ----------------- | ---------------------- |
| 1961 |                                                     | Mad Dog Coll                           | rendőr                              |                   | Burt Balaban           |
| 1964 | Őrülten szerelmes                                   | Lilith                                 | Norman                              |                   | Robert Rossen          |
| 1966 | Hawaii                                              | Hawaii                                 | John Whipple                        | Holl Nándor       | George Roy Hill        |
| 1967 |                                                     | Banning                                | Tommy Del Gaddo                     |                   | Ron Winston            |
| 1967 |                                                     | Community Shelter Planning (rövidfilm) | Donald Ross                         |                   | Mark Isaacs            |
| 1967 |                                                     | A Covenant with Death                  | Harmsworth                          |                   | Lamont Johnson         |
| 1967 |                                                     | First to Fight                         | Tweed őrmester                      |                   | Christian Nyby         |
| 1967 | Bonnie és Clyde                                     | Bonnie and Clyde                       | Buck Barrow                         | Szersén Gyula     | Arthur Penn (1)        |
| 1968 | Kétes döntés                                        | The Split                              | Walter Brill nyomozóhadnagy         |                   | Gordon Flemyng         |
| 1969 |                                                     | Riot                                   | Red Fraker                          |                   | Buzz Kulik             |
| 1969 | A különleges tengerész (Cigány lepkék / Halálugrás) | The Gypsy Moths                        | Joe Browdy                          | Szersén Gyula     | John Frankenheimer (1) |
| 1969 | Verseny a lejtőn                                    | Downhill Racer                         | Eugene Claire                       | Tordy Géza        | Michael Ritchie (1)    |
| 1969 | Verseny a lejtőn                                    | Downhill Racer                         | Eugene Claire                       | Szersén Gyula     | Michael Ritchie (1)    |
| 1969 | Űrkaland                                            | Marooned                               | Buzz Lloyd                          |                   | John Sturges           |
| 1970 | Sohasem énekeltem az apámnak                        | I Never Sang for My Father             | Gene Garrison                       |                   | Gilbert Cates          |
| 1971 | Szexterápia                                         | Doctors' Wives                         | Dave Randolph                       |                   | George Schaefer        |
| 1971 | Vadászat                                            | The Hunting Party                      | Brandt Ruger                        | Pálfai Péter      | Don Medford            |
| 1971 | Francia kapcsolat                                   | The French Connection                  | Jimmy "Popeye" Doyle NYPD nyomozó   | Láng József       | William Friedkin       |
| 1972 | Színhús (Véres igazság)                             | Prime Cut                              | Mary Ann                            | Jakab Csaba       | Michael Ritchie (2)    |
| 1972 | Színhús (Véres igazság)                             | Prime Cut                              | Mary Ann                            | Besenczi Árpád    | Michael Ritchie (2)    |
| 1972 | A Poszeidon katasztrófa                             | The Poseidon Adventure                 | Frank Scott tiszteletes             | Papp János        | Ronald Neame           |
| 1972 | A Poszeidon katasztrófa                             | The Poseidon Adventure                 | Frank Scott tiszteletes             | Barbinek Péter    | Ronald Neame           |
| 1972 | Cisco Pike                                          | Cisco Pike                             | Leo Holland őrmester                | Reviczky Gábor    | Bill L. Norton         |
| 1973 | Madárijesztő                                        | Scarecrow                              | Max Millan                          | Bujtor István     | Jerry Schatzberg (1)   |
| 1973 | Madárijesztő                                        | Scarecrow                              | Max Millan                          | Haás Vander Péter | Jerry Schatzberg (1)   |
| 1974 | Magánbeszélgetés                                    | The Conversation                       | Harry Caul                          | Haumann Péter     | Francis Ford Coppola   |
| 1974 | Magánbeszélgetés                                    | The Conversation                       | Harry Caul                          | Rajhona Ádám      | Francis Ford Coppola   |
| 1974 | Az ifjú Frankenstein                                | Young Frankenstein                     | Harold, vak férfi                   | Rajhona Ádám      | Mel Brooks             |
| 1974 | A farmer felesége                                   | Zandy's Bride                          | Zandy Allan                         | Szabó Gyula       | Jan Troell             |
| 1975 | Francia kapcsolat II.                               | French Connection II                   | Jimmy "Popeye" Doyle NYPD nyomozó   | Tordy Géza        | John Frankenheimer     |
| 1975 | Lucky Lady                                          | Lucky Lady                             | Kibby Womack                        | Gruber Hugó       | Stanley Donen          |
| 1975 | A döntés éjszakája                                  | Night Moves                            | Harry Moseby                        | Tordy Géza        | Arthur Penn (2)        |
| 1975 | Lóverseny winchesterre és musztángokra              | Bite the Bullet                        | Sam Clayton                         | Hetényi Pál       | Richard Brooks         |
| 1975 | Lóverseny winchesterre és musztángokra              | Bite the Bullet                        | Sam Clayton                         | Reviczky Gábor    | Richard Brooks         |
| 1977 | A dominó-elv                                        | The Domino Principle                   | Roy Tucker                          | Gruber Hugó       | Stanley Kramer         |
| 1977 | A híd túl messze van                                | A Bridge Too Far                       | Stanisław Sosabowski vezérőrnagy    | Csákányi László   | Richard Attenborough   |
| 1977 | A híd túl messze van                                | A Bridge Too Far                       | Stanisław Sosabowski vezérőrnagy    | Gruber Hugó       | Richard Attenborough   |
| 1977 | A híd túl messze van                                | A Bridge Too Far                       | Stanisław Sosabowski vezérőrnagy    | Meleg Vilmos      | Richard Attenborough   |
| 1977 | Menni vagy meghalni                                 | March or Die                           | William Sherman Foster őrnagy       | Gruber Hugó       | Dick Richards          |
| 1978 | Superman                                            | Superman                               | Lex Luthor                          | Láng József       | Richard Donner (1)     |
| 1978 | Superman                                            | Superman                               | Lex Luthor                          | Bezerédi Zoltán   | Richard Donner (1)     |
| 1978 | Superman                                            | Superman                               | Lex Luthor                          | Tordy Géza        | Richard Donner (1)     |
| 1980 | Superman II.                                        | Superman II                            | Lex Luthor                          | Papp János        | Richard Lester         |
| 1980 | Superman II.                                        | Superman II                            | Lex Luthor                          | Csankó Zoltán     | Richard Lester         |
| 1981 | Szerelem az éjszakában                              | All Night Long                         | George Dupler                       | Szersén Gyula     | Jean-Claude Tramont    |
| 1981 | Szerelem az éjszakában                              | All Night Long                         | George Dupler                       | Revickzy Gábor    | Jean-Claude Tramont    |
| 1981 | Vörösök                                             | Reds                                   | Pete Van Wherry                     | Orosz István      | Warren Beatty          |
| 1983 | Tűzvonalban                                         | Under Fire                             | Alex Grazier                        | Haumann Péter     | Roger Spottiswoode     |
| 1983 | Tűzvonalban                                         | Under Fire                             | Alex Grazier                        | Barbinek Péter    | Roger Spottiswoode     |
| 1983 | Két fél egy egész                                   | Two of a Kind                          | Isten (hangja)                      |                   | John Herzfeld          |
| 1983 | Különleges küldetés                                 | Uncommon Valor                         | Jason Rhodes ezredes                |                   | Ted Kotcheff           |
| 1983 | Heuréka                                             | Eureka                                 | Jack McCann                         | Tordy Géza        | Nicolas Roeg           |
| 1983 | Meg nem értve                                       | Misunderstood                          | Ned Rawley                          |                   | Jerry Schatzberg (2)   |
| 1985 | Még egy lehetőség                                   | Twice in a Lifetime                    | Harry MacKenzie                     | Rajhona Ádám      | Bud Yorkin             |
| 1985 | Célpont                                             | Target                                 | Walter Lloyd / Duncan (Duke) Potter | Szersén Gyula     | Arthur Penn (3)        |
| 1985 | Célpont                                             | Target                                 | Walter Lloyd / Duncan (Duke) Potter | Sinkó László      | Arthur Penn (3)        |
| 1986 | Hatalom                                             | Power                                  | Wilfred Buckley                     | Makay Sándor      | Sidney Lumet           |
| 1986 | A legjobb dobás                                     | Hoosiers                               | Norman Dale edző                    | Gruber Hugó       | David Anspaugh         |
| 1986 | A legjobb dobás                                     | Hoosiers                               | Norman Dale edző                    | Barbinek Péter    | David Anspaugh         |
| 1987 | Nincs kiút                                          | No Way Out                             | David Brice védelmi miniszter       | Rajhona Ádám      | Roger Donaldson        |
| 1987 | Superman IV. – A sötétség hatalma                   | Superman IV: The Quest for Peace       | Lex Luthor                          | Láng József       | Sidney J. Furie        |
| 1987 | Superman IV. – A sötétség hatalma                   | Superman IV: The Quest for Peace       | Lex Luthor                          | Balázs Péter      | Sidney J. Furie        |
| 1987 | Superman IV. – A sötétség hatalma                   | Superman IV: The Quest for Peace       | Lex Luthor                          | Tordy Géza        | Sidney J. Furie        |
| 1987 | Superman IV. – A sötétség hatalma                   | Superman IV: The Quest for Peace       | Atomember (hangja)                  |                   | Sidney J. Furie        |
| 1987 | Superman IV. – A sötétség hatalma                   | Superman IV: The Quest for Peace       | Láng József                         |                   | Sidney J. Furie        |
| 1987 | Superman IV. – A sötétség hatalma                   | Superman IV: The Quest for Peace       | Balázs Péter                        |                   | Sidney J. Furie        |
| 1988 | Bat 21                                              | Bat*21                                 | Iceal Hambleton alezredes           | Tolnai Miklós     | Peter Markle           |
| 1988 | Bat 21                                              | Bat*21                                 | Iceal Hambleton alezredes           | Sinkó László      | Peter Markle           |
| 1988 | Bat 21                                              | Bat*21                                 | Iceal Hambleton alezredes           | Rajhona Ádám      | Peter Markle           |
| 1988 | Bat 21                                              | Bat*21                                 | Iceal Hambleton alezredes           | Németh Gábor      | Peter Markle           |
| 1988 | Kétes döntés                                        | Split Decisions                        | Dan McGuinn                         | Szersén Gyula     | David Drury            |
| 1988 | Egy másik asszony                                   | Another Woman                          | Larry Lewis                         | Szersén Gyula     | Woody Allen            |
| 1988 | Egy másik asszony                                   | Another Woman                          | Larry Lewis                         | Helyey László     | Woody Allen            |
| 1988 | Holdfény az öböl felett                             | Full Moon in Blue Water                | Floyd                               |                   | Peter Masterson        |
| 1988 | Lángoló Mississippi                                 | Mississippi Burning                    | Rupert Anderson FBI-ügynök          | Rajhona Ádám      | Alan Parker            |
| 1988 | Lángoló Mississippi                                 | Mississippi Burning                    | Rupert Anderson FBI-ügynök          | Barbinek Péter    | Alan Parker            |
| 1988 | Lángoló Mississippi                                 | Mississippi Burning                    | Rupert Anderson FBI-ügynök          | Reviczky Gábor    | Alan Parker            |
| 1988 | Lángoló Mississippi                                 | Mississippi Burning                    | Rupert Anderson FBI-ügynök          | Barbinek Péter    | Alan Parker            |
| 1989 | Kereszttűzben                                       | The Package                            | Johnny Gallagher őrmester           | Koroknay Géza     | Andrew Davis           |
| 1989 | Kereszttűzben                                       | The Package                            | Johnny Gallagher őrmester           | Rajhona Ádám      | Andrew Davis           |
| 1989 | Kereszttűzben                                       | The Package                            | Johnny Gallagher őrmester           | Barbinek Péter    | Andrew Davis           |
| 1990 | Csőre töltve                                        | Loose Cannons                          | MacArthur Stern                     | Reviczky Gábor    | Bob Clark              |
| 1990 | Képeslapok a szakadékból                            | Postcards from the Edge                | Lowell Kolchek                      | Kristóf Tibor     | Mike Nichols (1)       |
| 1990 | Hajszál híján                                       | Narrow Margin                          | Robert Caulfield                    | Szilágyi Tibor    | Peter Hyams            |
| 1991 | Személyes ügy                                       | Class Action                           | Jedediah Tucker Ward                | Sinkó László      | Michael Apted (1)      |
| 1991 | A cég érdekében                                     | Company Business                       | Sam Boyd                            | Reviczky Gábor    | Nicholas Meyer         |
| 1991 | A cég érdekében                                     | Company Business                       | Sam Boyd                            | Barbinek Péter    | Nicholas Meyer         |
| 1992 | Nincs bocsánat                                      | Unforgiven                             | Little Bill Daggett                 | Kristóf Tibor     | Clint Eastwood (1)     |
| 1993 | A cég                                               | The Firm                               | Avery Tolar                         | Gruber Hugó       | Sydney Pollack         |
| 1993 | Geronimo – Az amerikai legenda                      | Geronimo: An American Legend           | George Crook dandártábornok         | Kristóf Tibor     | Walter Hill            |
| 1994 | Wyatt Earp                                          | Wyatt Earp                             | Nicholas Earp                       | Makay Sándor      | Lawrence Kasdan        |
| 1995 | Gyorsabb a halálnál                                 | The Quick and the Dead                 | John Herod                          | Rajhona Ádám      | Sam Raimi              |
| 1995 | Gyorsabb a halálnál                                 | The Quick and the Dead                 | John Herod                          | Reviczky Gábor    | Sam Raimi              |
| 1995 | Az utolsó esély                                     | Crimson Tide                           | Frank Ramsey százados               | Rajhona Ádám      | Tony Scott (1)         |
| 1995 | Szóljatok a köpcösnek!                              | Get Shorty                             | Harry Zimm                          | Sinkó László      | Barry Sonnenfeld       |
| 1995 | Szóljatok a köpcösnek!                              | Get Shorty                             | Harry Zimm                          | Fülöp Zsigmond    | Barry Sonnenfeld       |
| 1996 | Madárfészek                                         | The Birdcage                           | Kevin Keeley szenátor               | Gruber Hugó       | Mike Nichols (2)       |
| 1996 | Madárfészek                                         | The Birdcage                           | Kevin Keeley szenátor               | Barbinek Péter    | Mike Nichols (2)       |
| 1996 | Halálos terápia                                     | Extreme Measures                       | Lawrence Myrick                     | Gruber Hugó       | Michael Apted (2)      |
| 1996 | Siralomház                                          | The Chamber                            | Sam Cayhall                         | Rajhona Ádám      | James Foley            |
| 1997 | Államérdek                                          | Absolute Power                         | Allen Richmond elnök                | Rajhona Ádám      | Clint Eastwood (2)     |
| 1998 | Rejtélyes alkony                                    | Twilight                               | Jack Ames                           | Gruber Hugó       | Robert Benton          |
| 1998 | Rejtélyes alkony                                    | Twilight                               | Jack Ames                           | Tarján Péter      | Robert Benton          |
| 1998 | Z, a hangya                                         | Antz                                   | Csáprágó tábornok (hangja)          | Reviczky Gábor    | Eric Darnell           |
| 1998 | Z, a hangya                                         | Antz                                   | Csáprágó tábornok (hangja)          | Reviczky Gábor    | Tim Johnson            |
| 1998 | A közellenség                                       | Enemy of the State                     | Edward 'Brill' Lyle                 | Kristóf Tibor     | Tony Scott (2)         |
| 1998 | A közellenség                                       | Enemy of the State                     | Edward 'Brill' Lyle                 | Grúber Hugó       | Tony Scott (2)         |
| 2000 | Meggyanúsítva                                       | Under Suspicion                        | Henry Hearst                        | Versényi László   | Stephen Hopkins        |
| 2000 | A cserecsapat                                       | The Replacements                       | Jimmy McGinty                       | Kertész Péter     | Howard Deutch          |
| 2001 | A mexikói                                           | The Mexican                            | Arnold Margolese                    | Kristóf Tibor     | Gore Verbinski         |
| 2001 | Szívtiprók                                          | Heartbreakers                          | William B. Tensy                    | Bodrogi Gyula     | David Mirkin           |
| 2001 | Az arany markában                                   | Heist                                  | Joe Moore                           | Rajhona Ádám      | David Mamet            |
| 2001 | Az arany markában                                   | Heist                                  | Joe Moore                           | Barbinek Péter    | David Mamet            |
| 2001 | Ellenséges terület                                  | Behind Enemy                           | Leslie Reigart admirális            | Kristóf Tibor     | John Moore             |
| 2001 | Tenenbaum, a háziátok                               | The Royal Tenenbaums                   | Royal Tenenbaum                     | Tordy Géza        | Wes Anderson           |
| 2003 | Az ítélet eladó                                     | Runaway Jury                           | Rankin Fitch                        | Reviczky Gábor    | Gary Fleder            |
| 2004 | Az elnök emberére talál                             | Welcome to Mooseport                   | Monroe "Eagle" Cole                 | Reviczky Gábor    | Donald Petrie          |
| 2006 | Superman II.: A Richard Donner-változat             | Superman II: The Richard Donner Cut    | Lex Luthor (archív felvétel)        |                   | Richard Donner (2)     |

### Televízió

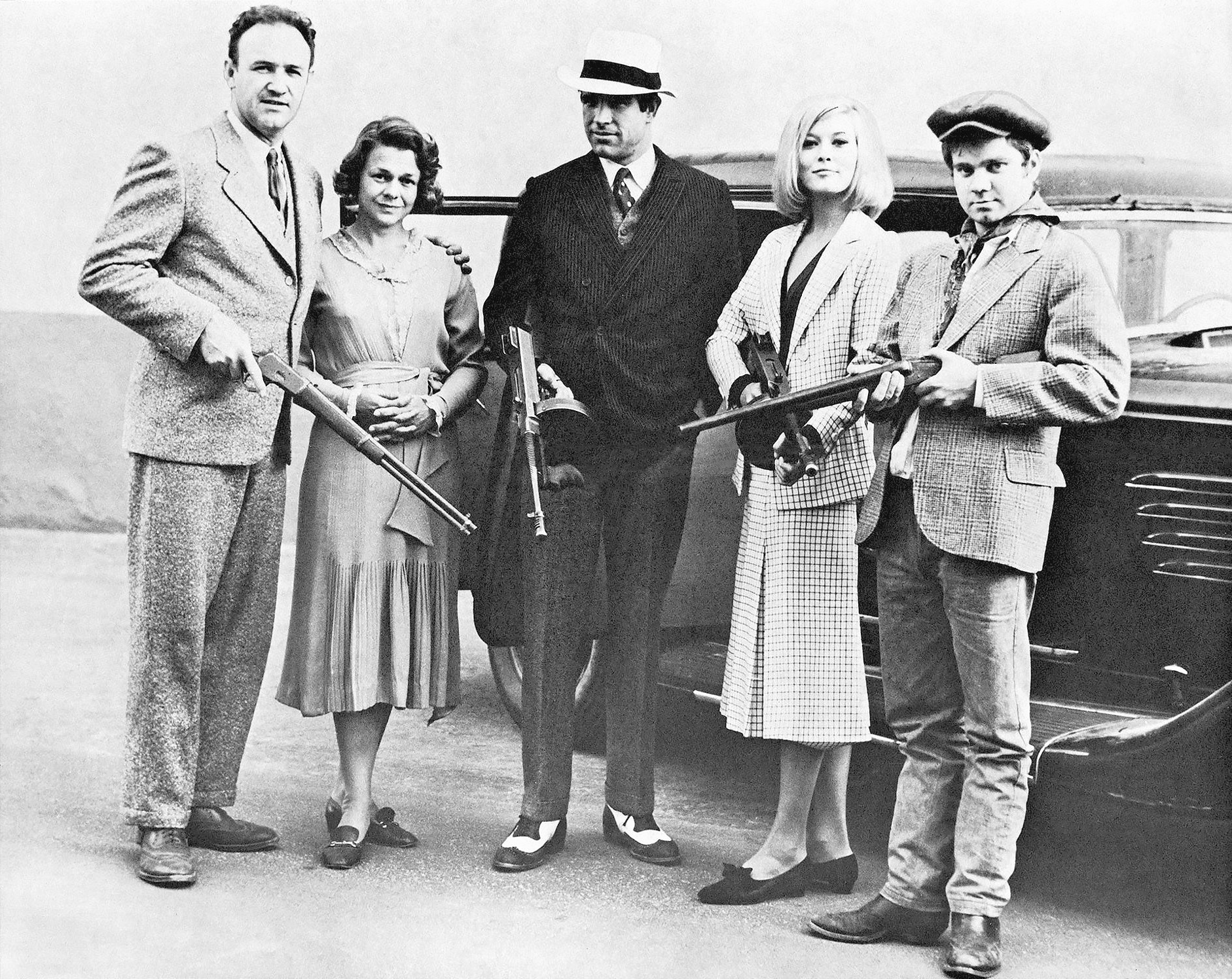
Hackman (balra) az 1967-es Bonnie és Clyde című film szereplőgárdájának fotózásán

| Év        | Cím                                         | Szerep                   | Megjegyzések |
| --------- | ------------------------------------------- | ------------------------ | ------------ |
| 1959–1962 | The United States Steel Hour                | több szerep              | 6 epizód     |
| 1959–1964 | Brenner                                     | Richard Clayburn         | 2 epizód     |
| 1959–1964 | Brenner                                     | rendőr eligazításon      | 2 epizód     |
| 1961      | Tallahassee 7000                            | Joe Lawson               | 1 epizód     |
| 1961–1963 | The Defenders                               | Stanley McGuirk          | 2 epizód     |
| 1961–1963 | The Defenders                               | Jerry Warner             | 2 epizód     |
| 1963      | Route 66                                    | motoros                  | 1 epizód     |
| 1967      | Támadás egy idegen bolygóról (The Invaders) | Tom Jessup               | 1 epizód     |
| 1968      | Shadow on the Land                          | Thomas Davis tiszteletes | tévéfilm     |

## Fontosabb díjak, jelölések
- Golden Globe-díj (2002) – Legjobb férfi főszereplő  (vígjáték) – Tenenbaum, a háziátok
- Golden Globe-díj (1993) – Legjobb férfi mellékszereplő – Nincs bocsánat
- Oscar-díj (1993) – Legjobb férfi mellékszereplő – Nincs bocsánat
- BAFTA-díj (1993) – Legjobb férfi mellékszereplő – Nincs bocsánat
- Oscar-díj (1989) – Legjobb férfi főszereplő jelölés – Lángoló Mississippi
- Golden Globe-díj (1989) – Legjobb férfi főszereplő jelölés – Lángoló Mississippi
- Golden Globe-díj (1986) – Legjobb férfi főszereplő jelölés – Még egy lehetőség
- Golden Globe-díj (1984) – Legjobb férfi mellékszereplő jelölés – Tűzvonalban
- BAFTA-díj (1979) – Legjobb férfi mellékszereplő jelölés – Superman
- Golden Globe-díj (1976) – Legjobb férfi főszereplő  (filmdráma) jelölés – Francia kapcsolat II.
- BAFTA-díj (1976) – Legjobb férfi főszereplő jelölés – Francia kapcsolat II. és A döntés éjszakája
- Golden Globe-díj (1975) – Legjobb férfi főszereplő  (filmdráma) jelölés – Magánbeszélgetés
- BAFTA-díj (1975) – Legjobb férfi főszereplő jelölés – Magánbeszélgetés
- BAFTA-díj (1973) – Legjobb férfi főszereplő – Francia kapcsolat és A Poszeidon katasztrófa
- Oscar-díj (1972) – Legjobb férfi főszereplő – Francia kapcsolat
- Golden Globe-díj (1972) – Legjobb férfi főszereplő  (filmdráma) – Francia kapcsolat
- Oscar-díj (1971) – Legjobb férfi mellékszereplő jelölés – Sohasem énekeltem az apámnak
- Oscar-díj (1968) – Legjobb férfi mellékszereplő jelölés – Bonnie és Clyde

## Magyarul megjelent művei
- Gene Hackman–Daniel Lenihanː Perdido Star; ford. Frigyik László; JLX, Bp., 2000
- Gene Hackman–Daniel Lenihanː Az igazság ára; ford. Reichenberger Andrea; JLX, Bp., 2004

## Fordítás
- Ez a szócikk részben vagy egészben  a   Gene Hackman című angol Wikipédia-szócikk fordításán alapul.  Az eredeti cikk szerkesztőit annak laptörténete sorolja fel. Ez a jelzés csupán a megfogalmazás eredetét és a szerzői jogokat jelzi, nem szolgál a cikkben szereplő információk forrásmegjelöléseként.